# 圣莱热德蒙布兰
圣莱热德蒙布兰（法語：Saint-Léger-de-Montbrun，法語發音：[sɛ̃ leʒe də mɔ̃bʁœ̃]）是法国德塞夫勒省的一个市镇，属于布雷叙尔区。

## 地理
圣莱热德蒙布兰（46°59'28"N, 0°7'4"W）面积30.72 平方千米，位于法国新阿基坦大区德塞夫勒省，该省份为法国西部内陆省份，北起曼恩-卢瓦尔省，西接旺代省，南至夏朗德省和滨海夏朗德省，东临维埃纳省。
与圣莱热德蒙布兰接壤的市镇（或旧市镇、城区）包括：圣西尔拉朗德、卢济、圣马丹德马孔、圖阿爾、迪沃河畔屈尔赛、平原河谷镇。

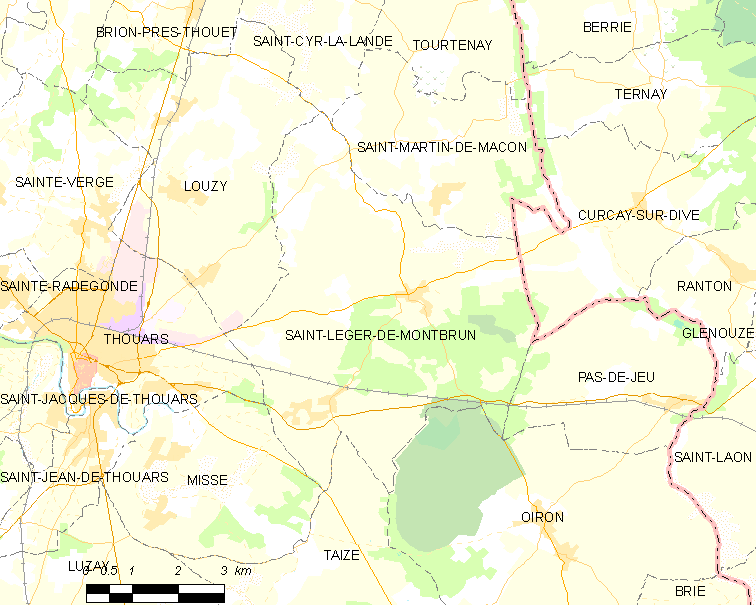
圣莱热德蒙布兰的OSM定位图

圣莱热德蒙布兰的时区为UTC+01:00、UTC+02:00（夏令时）。

## 行政
圣莱热德蒙布兰的邮政编码为79100，INSEE市镇编码为79265。

## 政治
圣莱热德蒙布兰所属的省级选区为图埃河谷县。

## 人口

1962-2008年间圣莱热德蒙布兰人口变化图示

圣莱热德蒙布兰于2022年1月1日时的人口数量为1257人。